# Alt-Katholische Kirche (Den Haag)

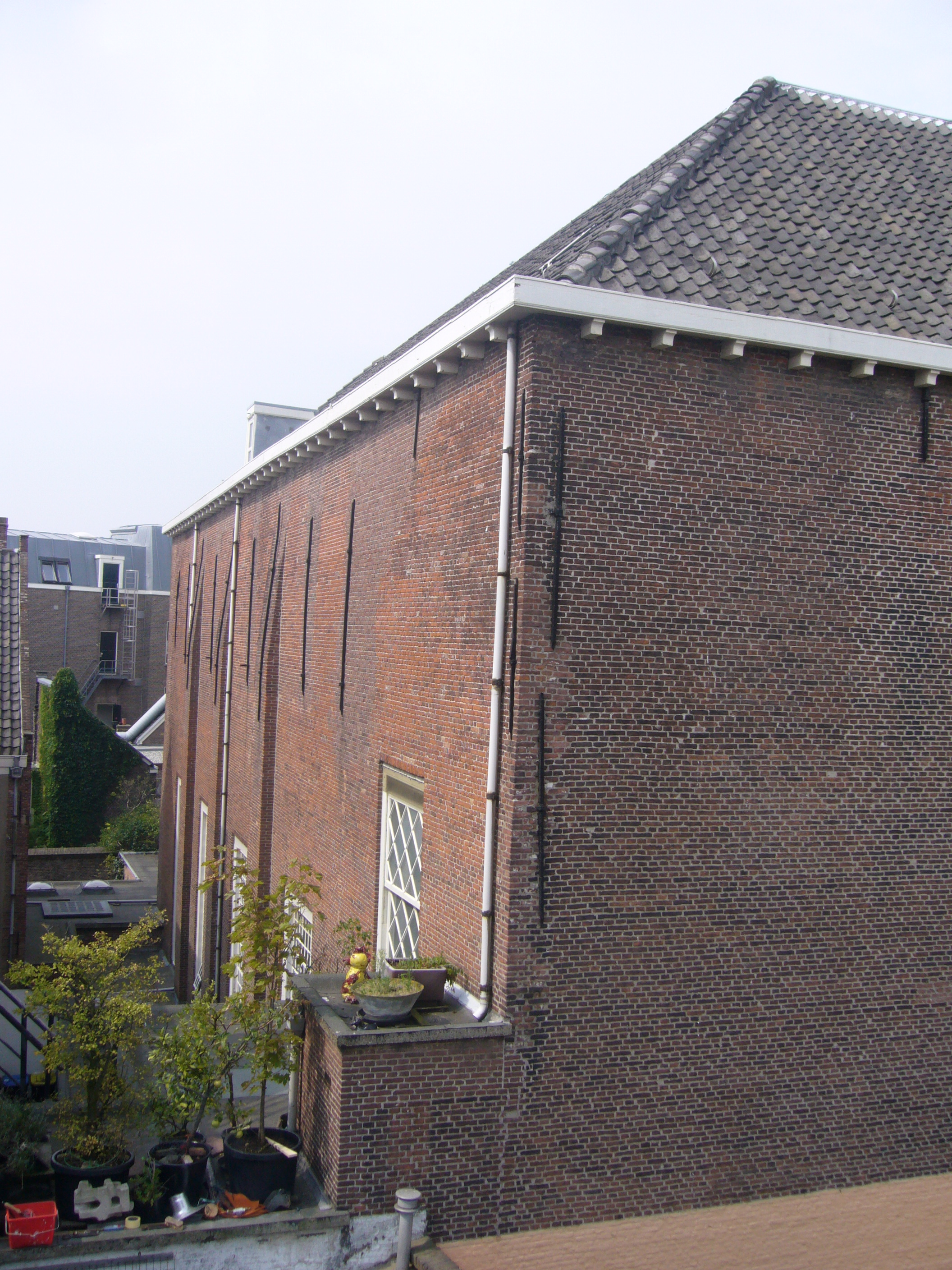
Kirche inmitten von Wohnbebauung

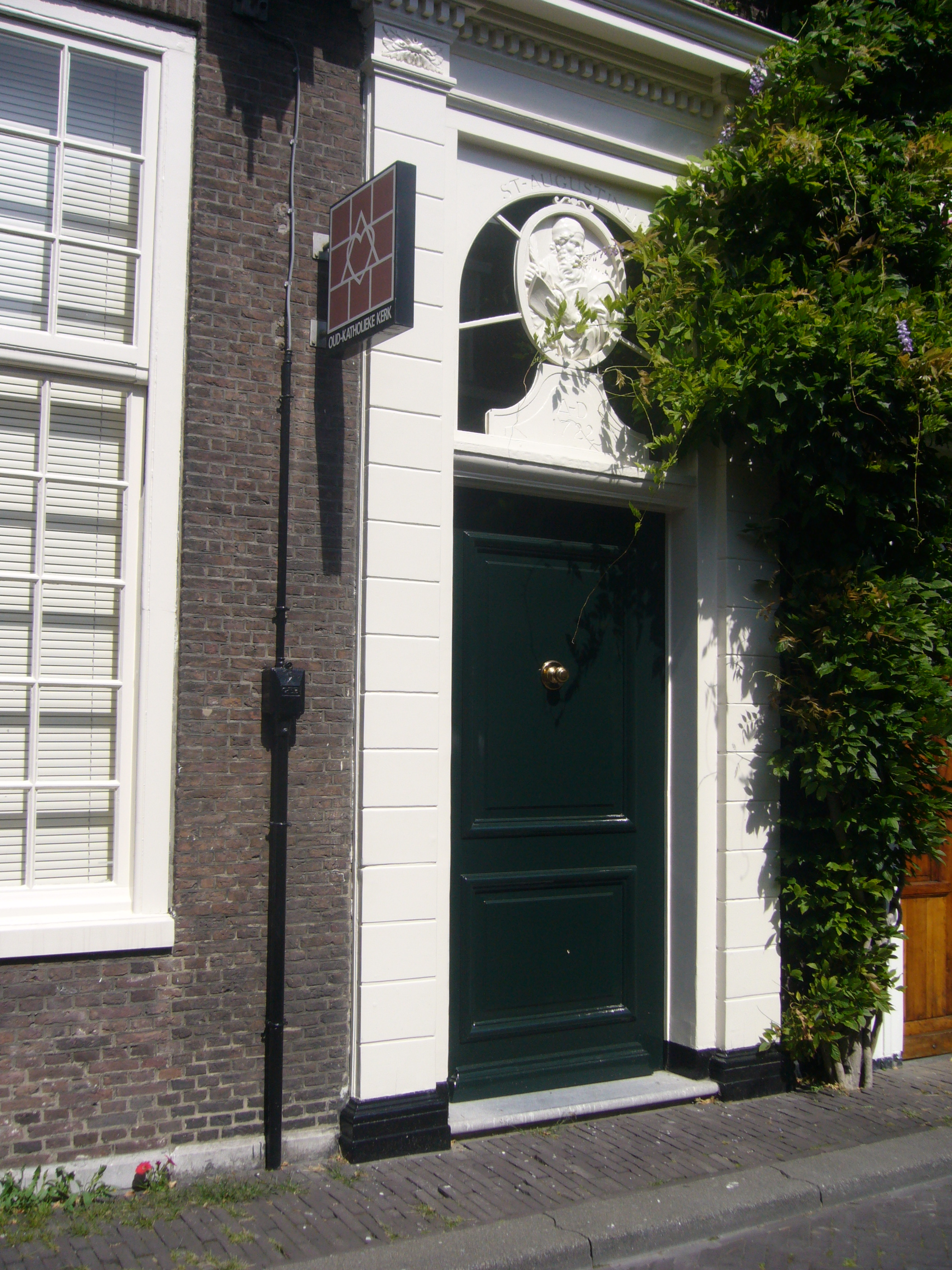
Eingang Juffr. Idastraat 7

Die Alt-Katholische Kirche (niederländisch Oud-Katholieke kerk) in der Juffrouw Idastraat in Den Haag wird auch Jacobus- und Augustinuskirche genannt. Die Kirche ist eine barocke Schuilkerk aus dem 18. Jahrhundert. Im Jahr 1720 stimmte der Stadtrat dem Bau einer katholischen Kirche zu, unter der Bedingung, dass die Kirche von der Straße aus nicht sichtbar wäre. Dies wurde die „Oud-katholieke kerk van ’s-Gravenhage“, die im Jahre 1722 geweiht wurde. Der Architekt war möglicherweise Nicolaas Kruysslebergen. Von der Straße aus ist die Kirche nicht zu sehen, der Eingang sieht aus wie eine normale Haustür. Durch einen kleinen Gang gelangt man in die Kirche.

## Ausstattung
Innen gibt es viel Stuck, das an den Stil Daniel Marots denken lässt. An der Decke sind zwölf Apostel zu sehen. In der Mitte ist eine Darstellung Himmelfahrt Christi. Die Kanzel wurde von Johann Baptist Xavery geschaffen und ist 1729 fertiggestellt worden. Das barocke Altarretabel mit einer Darstellung Christi auf dem Berg Tabor wurde von Matthäus Terwesten geschaffen.

## Orgel
Die Orgel wurde 1726 von Rudolf Garrels erbaut und hat heute den Status eines Rijksmonuments. Das Instrument hat 18 Register auf zwei Manualen und Pedal, wobei das Pedalregister Subbass 16′ erst 1995 durch die Orgelbaufirma Flentrop hinzugefügt wurde – bis dahin hatte die Orgel (nur) ein angehängtes Pedal. Die Trakturen sind mechanisch.
| I Hauptwerk C– |               |     |
| 1.             | Prestant      | 8′  |
| 2.             | Bordon        | 16′ |
| 3.             | Holpijp       | 8′  |
| 4.             | Octaaf        | 4′  |
| 5.             | Quintfluijt   | 3′  |
| 6.             | Fluijt        | 4′  |
| 7.             | Octaaf        | 2′  |
| 8.             | Mistuur IV-VI |     |
| 9.             | Cornet IV     |     |
| 10.            | Trompet       | 8′  |

| II Rugwerk C– |                |    |
| 11.           | Prestant       | 4′ |
| 12.           | Quintadena     | 8′ |
| 13.           | Roerfluijt     | 4′ |
| 14.           | Octaaf         | 2′ |
| 15.           | Holpijp        | 8′ |
| 16.           | Sexquialter II |    |
| 17.           | Dulciaan       | 8′ |
|               | Tremulant      |    |

| Pedaal C– |        |     |
| 18.       | Subbas | 16′ |

- Koppeln: Manualkoppel, Pedalkoppel

## Gottesdienste
Sonntags findet eine Heilige Messe statt, dafür wird der Eingang an der Juffvrouw Idastraat 7 benutzt. Am Mittwochmittag wird auch in der zugehörigen Kapelle eine Heilige Messe gehalten.